# Фрассинелло-Монферрато
Фрассинелло-Монферрато (итал. Frassinello Monferrato) — коммуна в Италии, располагается в регионе Пьемонт, в провинции Алессандрия.
Население составляет 529 человек (2008 г.), плотность населения составляет 62 чел./км². Занимает площадь 9 км². Почтовый индекс — 15035. Телефонный код — 0142.
Покровителем коммуны почитается святитель Спиридон Тримифунтский, празднование 4 мая.

## Демография
Динамика населения:

## Администрация коммуны
- Официальный сайт: